# Tallers i magatzem (Badalona)
Tallers i magatzem és una obra de Badalona (Barcelonès) inclosa a l'Inventari del Patrimoni Arquitectònic de Catalunya.

## Descripció
Conjunt format per diversos cossos. La zona administrativa és composta per construccions de maó vist, d'angles arrodonits i estretes finestres angulars, amb alçades de tres i quatre pisos. La zona de magatzem té un aire més fabril, com a volum clos d'estructura metàl·lica, amb obertures horitzontals que es plantegen més aviat per l'efecte psicològic sobre els treballadors.

## Història
Projecte de 1965 realitzat entre 1966 i 1967.